# Carlo Vanzina
Carlo Vanzina (Róma, 1951. március 13. – Róma, 2018. július 8.) olasz filmrendező, forgatókönyvíró, producer, Stefano „Steno” Vanzina filmrendező fia, Enrico Vanzina forgatókönyvíró (1949–) öccse, Isotta Vanzina színésznő apja.

## Élete, munkássága
Háromszor nősült. Első házasságát az 1970-es évek elején kötötte Ely Galleani (1953) színésznővel, de az 1970-es évek végén elváltak. 1980-ban Marina Straziota jelmeztervezőnőt vette feleségül, 1987-ben elváltak. Harmadik házasságát 1996-ban kötötte Lisa Melidonival, két gyermekük született, egyikük Isotta Vanzina színésznő. A harmadik házasság 2018. július 8-ig, Vanzina elhunytáig tartott.

## Filmjei
- Colpita da improvviso benessere (1976, forgatókönyvíró, rendező)
- Luna di miele in tre (1976, forgatókönyvíró)
- Per vivere meglio, divertitevi con noi (1978, forgatókönyvíró)
- Figlio delle stelle (1979, rendező)
- Arrivano i gatti (1980, forgatókönyvíró, rendező)
- Una vacanza bestiale (1981, forgatókönyvíró, rendező)
- I fichissimi (1981, forgatókönyvíró, rendező)
- Eccezzziunale… veramente (1982, forgatókönyvíró, rendező)
- Viuuulentemente mia (1982, forgatókönyvíró, rendező)
- Vado a vivere da solo (1982, forgatókönyvíró)
- A tenger zamata (Sapore di mare) (1983, forgatókönyvíró, rendező)
- Mystère (1983, forgatókönyvíró, rendező)
- Sapore di mare 2 - Un anno dopo (1983, forgatókönyvíró)
- Karácsonyi vakáció (Vacanze di Natale) (1983, forgatókönyvíró, rendező)
- Il ras del quartiere (1983, forgatókönyvíró, rendező)
- Amarsi un po’… (1984, forgatókönyvíró, rendező)
- Vacanze in America (1984, forgatókönyvíró, rendező)
- Sotto il vestito niente (1985, forgatókönyvíró, rendező)
- Yuppies - I giovani di successo (1986, rendező)
- Italian Fast Food (1986, tv-film, forgatókönyvíró, producer)
- Via Montenapoleone (1987, forgatókönyvíró, rendező)
- I miei primi 40 anni (1987, forgatókönyvíró, rendező)
- Montecarlo Gran Casinò (1987, forgatókönyvíró, rendező)
- Cronaca nera (1987, tv-film, forgatókönyvíró, producer)
- Il vizio di vivere (1988, tv-film, executive producer)
- La partita (1988, forgatókönyvíró, rendező)
- A titkos tizedik (Il decimo clandestino) (1989, tv-film, producer)
- Mano rubata (1989, tv-film, executive producer)
- Cinema (1989, tv-film, executive producer)
- Társasjáték (Gioco di società) (1989, tv-film, executive producer)
- La moglie ingenua e il marito malato (1989, tv-film, executive producer)
- Fratelli d'Italia (1989, forgatókönyvíró)
- Le finte bionde (1989, forgatókönyvíró, rendező)
- Egyedül a gyermekeimmel (Vita coi figli) (1990, tv-film, producer)
- Tre colonne in cronaca (1990, forgatókönyvíró, rendező)
- Miliardi (1991, forgatókönyvíró, rendező)
- Piedipiatti (1991, forgatókönyvíró, rendező)
- Sognando la California (1992, rendező)
- Piccolo grande amore (1993, forgatókönyvíró, rendező)
- I mitici - Colpo gobbo a Milano (1994, forgatókönyvíró, rendező)
- Pajzán kalandok Rómában – 2000 és 1/2 évvel Krisztus előtt (S.P.Q.R. 2000 e 1/2 anni fa) (1994, forgatókönyvíró, rendező)
- Én no spik inglis (Io no spik inglish) (1995, forgatókönyvíró, rendező, producer)
- Vacanze di Natale '95 (1995, forgatókönyvíró)
- Selvaggi (1995, forgatókönyvíró, rendező, producer)
- Squillo (1996, forgatókönyvíró, rendező)
- A spasso nel tempo (1996, forgatókönyvíró, rendező)
- Fratelli coltelli (1997, forgatókönyvíró, producer)
- A spasso nel tempo - L'avventura continua (1997, forgatókönyvíró, rendező)
- Banzai (1997, forgatókönyvíró, rendező)
- Simpatici & antipatici (1998, forgatókönyvíró)
- Anni '50 (1998, tv-film, négy epizód, forgatókönyvíró, rendező)
- Il cielo in una stanza (1999, forgatókönyvíró, rendező)
- Tifosi (1999, forgatókönyvíró)
- Anni '60 (1999, tv-film, négy epizód, forgatókönyvíró, rendező)
- Vacanze di Natale 2000 (1999, forgatókönyvíró, rendező)
- Quello che le ragazze non dicono (2000, forgatókönyvíró, rendező)
- E adesso sesso (2001, forgatókönyvíró, rendező)
- South Kensington (2001, forgatókönyvíró, rendező)
- Un maresciallo in gondola (2002, tv-film, forgatókönyvíró, rendező)
- Febbre da cavallo - La mandrakata (2002, forgatókönyvíró, rendező)
- Vasárnapi ebéd (Il pranzo della domenica) (2003, forgatókönyvíró, rendező)
- Le barzellette (2004, forgatókönyvíró, rendező)
- In questo mondo di ladri (2004, forgatókönyvíró, rendező)
- Il ritorno del Monnezza (2005, forgatókönyvíró, rendező)
- Un ciclone in famiglia (2005–2008, tv-film, 22 epizód, forgatókönyvíró, rendező)
- Eccezzziunale veramente – Capitolo secondo… me (2006, forgatókönyvíró, rendező)
- Olé (2006, forgatókönyvíró, rendező)
- Piper (2007, tv-film, rendező)
- 2061: Un anno eccezionale (2007, forgatókönyvíró, rendező)
- Matrimonio alle Bahamas (2007, forgatókönyvíró)
- Un’estate al mare (2008, forgatókönyvíró, rendező)
- Vip (2008, tv-film, forgatókönyvíró, rendező)
- Piper - La serie (2009, tv-sorozat, két epizód, forgatókönyvíró)
- Un'estate ai Caraibi (2009, forgatókönyvíró, rendező)
- La vita è una cosa meravigliosa (2010, forgatókönyvíró, rendező)
- Bemutatom a barátom (Ti presento un amico) (2010, forgatókönyvíró, rendező)
- Sotto il vestito niente - L'ultima sfilata (2011, forgatókönyvíró, rendező)
- Ex - barátok, mint azelőtt (Ex - Amici come prima!) (2011, rendező)
- Vacanze di Natale a Cortina (2011, forgatókönyvíró)
- Buona (2012, forgatókönyvíró, rendező, producer)
- Mai stati uniti (2013, forgatókönyvíró, rendező)
- Sapore di te (2014, forgatókönyvíró, rendező)
- Zűrös olasz esküvő (Un matrimonio da favola) (2014, forgatókönyvíró, rendező)
- Ma tu di che segno 6? (2014, forgatókönyvíró)
- Torno indietro e cambio vita (2015, forgatókönyvíró, rendező)
- Miami Beach (2016, forgatókönyvíró, rendező, producer)
- Non si ruba a casa dei ladri (2016, forgatókönyvíró, rendező, producer)
- Caccia al tesoro (2017, forgatókönyvíró, rendező)
- Natale a cinque stelle (2018, forgatókönyvíró)